# 1991 VM
1991 VM är en asteroid i huvudbältet som upptäcktes den 3 november 1991 av de båda japanska astronomerna Takeshi Urata och Akira Natori vid Nachi-Katsuura-observatoriet.
Asteroiden har en diameter på ungefär 5 kilometer.